# Smart City Graz
Die Smart City Graz ist ein Stadtteil im Bezirk Graz-Lend. Bei der Planung der Wohnquartiere wurde auf effiziente, nachhaltige und umweltfreundliche Ressourcen geachtet.

## Lage
Die Smart City Graz befindet sich im 4. Grazer Bezirk Lend, nordwestlich des Grazer Hauptbahnhofes.

## Gebäude & Wohnen

### Wohnflächen

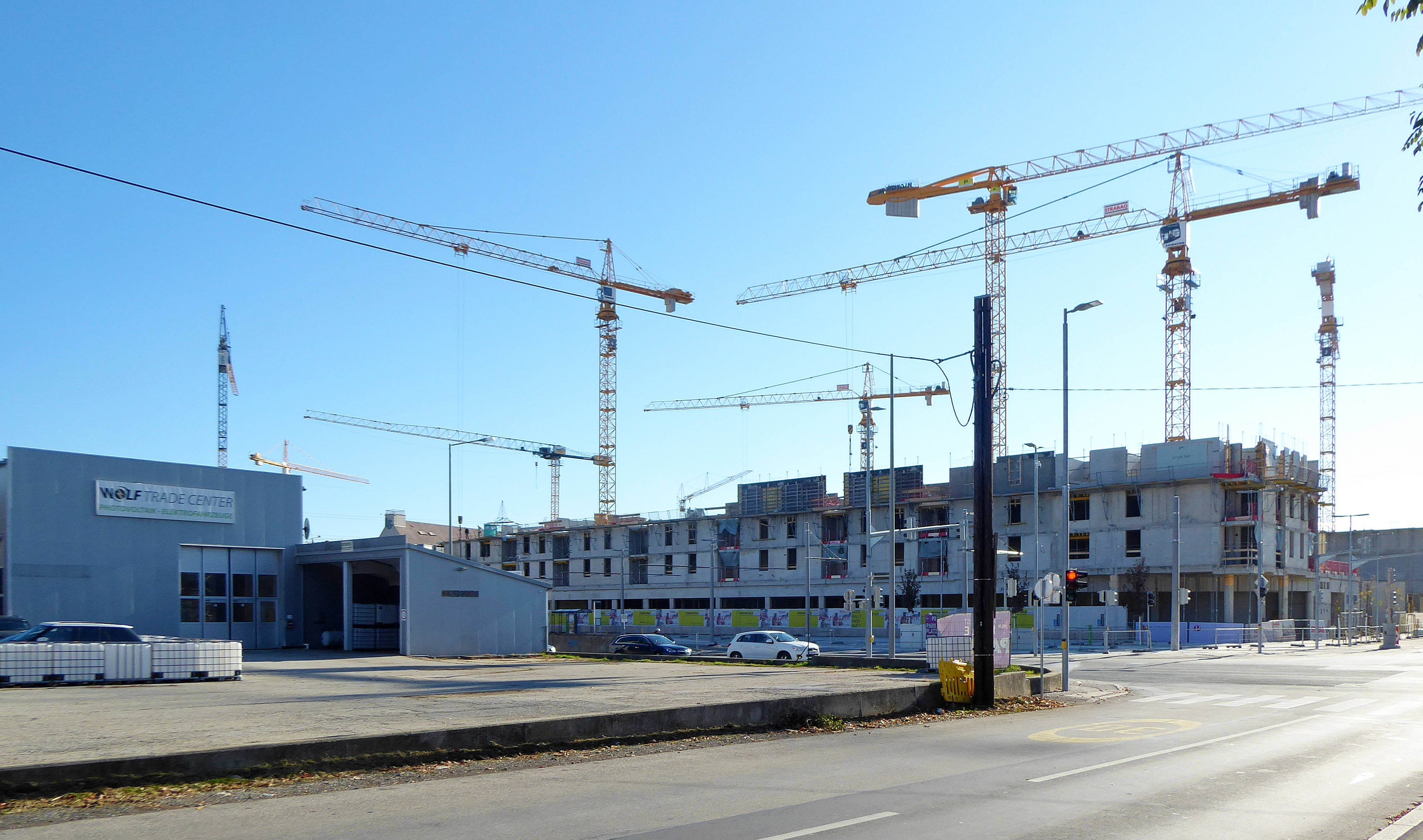
Das Wohnquartier „Smart Quadrat“ während der Bauarbeiten

Die Smart City soll 252 Erstbezugswohnungen von ca. 34 – 76 m² bieten. Zusätzlich soll es eine Kinderkrippe, Schulen sowie Studentenwohnheime geben. 3000 Bewohner sollen künftig im neuen Stadtteil leben.

### Volksschule Leopoldinum
Am 18. Oktober 2019 zog die Volksschule Leopoldinum in die Waagner-Biro-Straße ein. Der neue Schulcampus bietet Platz für 700 Volksschüler. Das Schulgebäude ist 4110 m² groß. Im zweiten Bauabschnitt folgt eine neue Mittelschule.

### Helmut-List-Halle
Die Helmut-List-Halle ist eine Veranstaltungshalle in der Waagner-Biro-Straße. Sie wurde am 9. Januar 2003 eröffnet. Die Halle besteht aus einer Haupthalle, einem Foyer und einem Backstage-Bereich, die Fläche hat eine Größe von fast 2000 m².

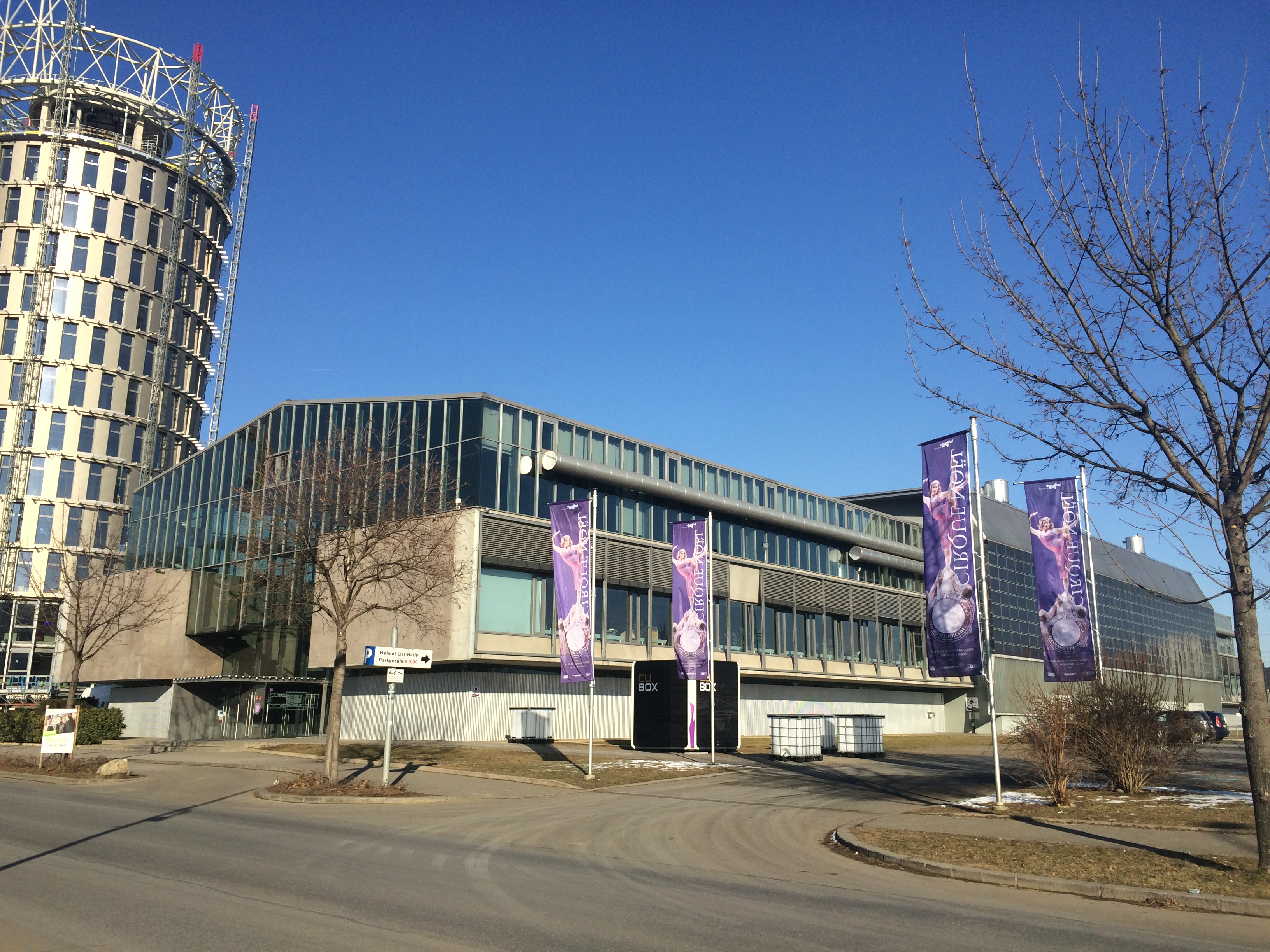
Helmut-List-Halle von der Waagner-Biro-Straße
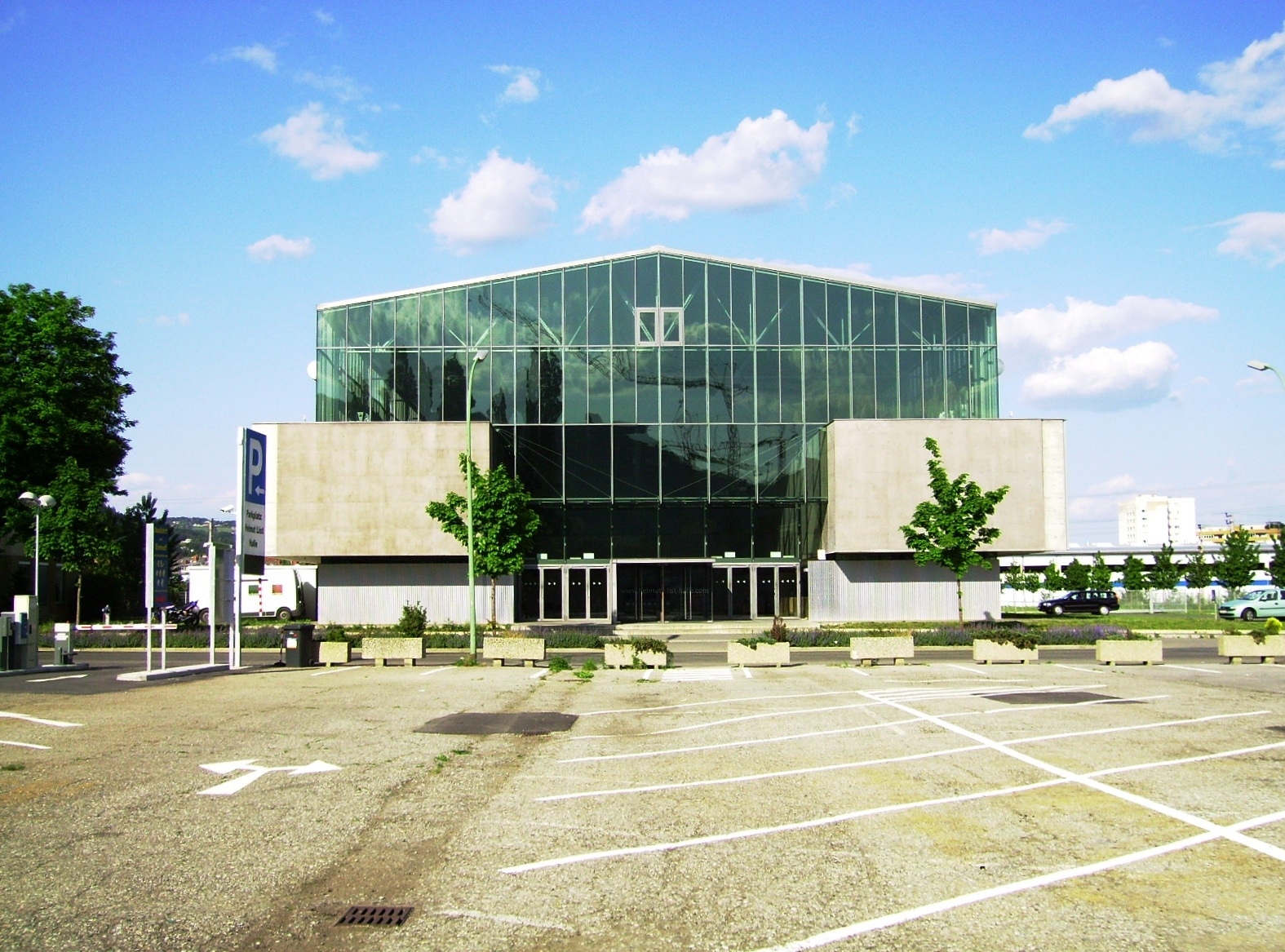
Haupteingang
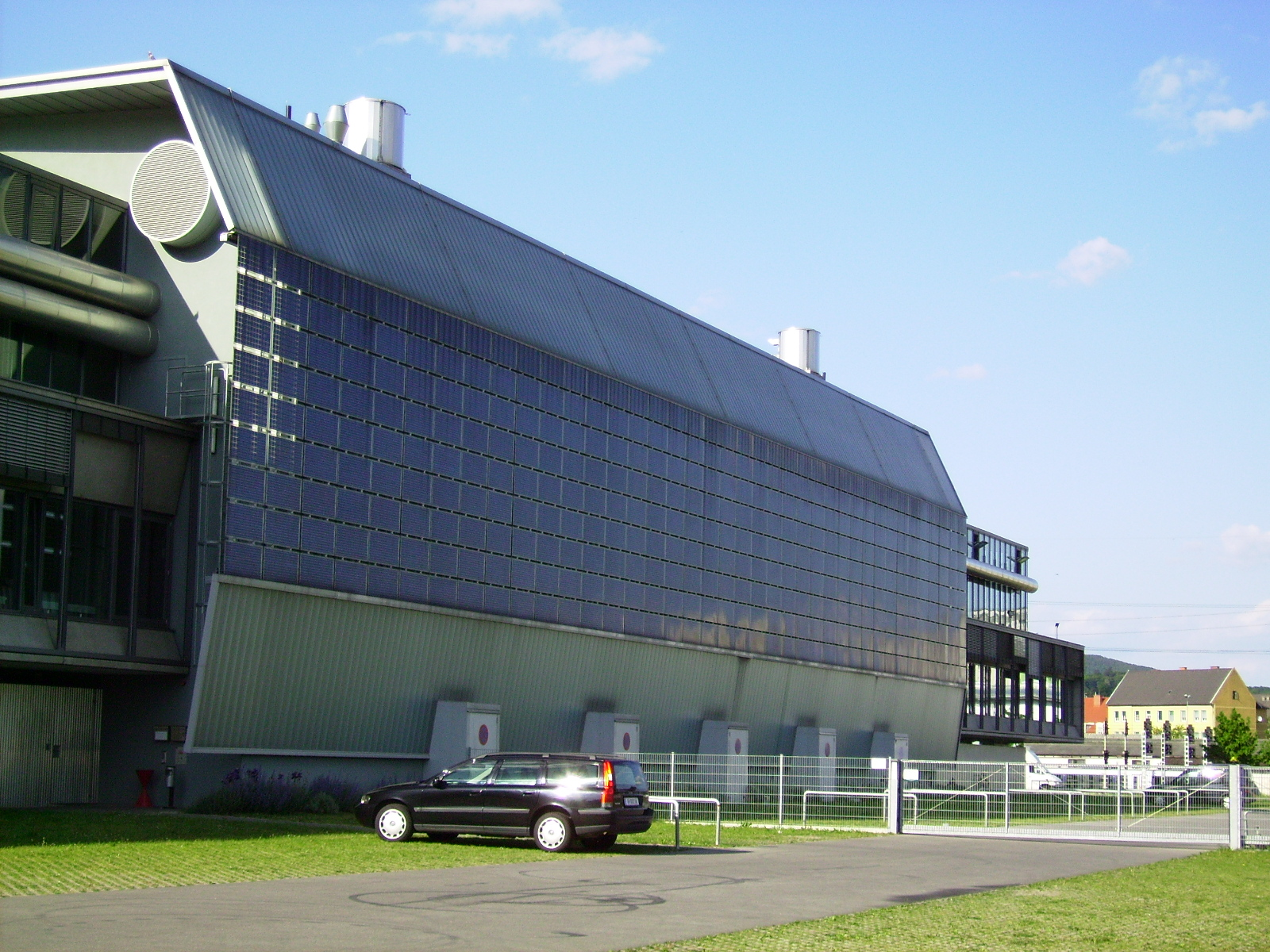
Photovoltaik-Paneele an der Südseite der Halle

### Science Tower
Der Science Tower ist ein Hochhaus in der Waagner-Biro-Straße. Das Bürogebäude ist 60 m hoch und besteht aus 13 Stockwerken. Am 21. September 2017 wurde das Gebäude eröffnet.

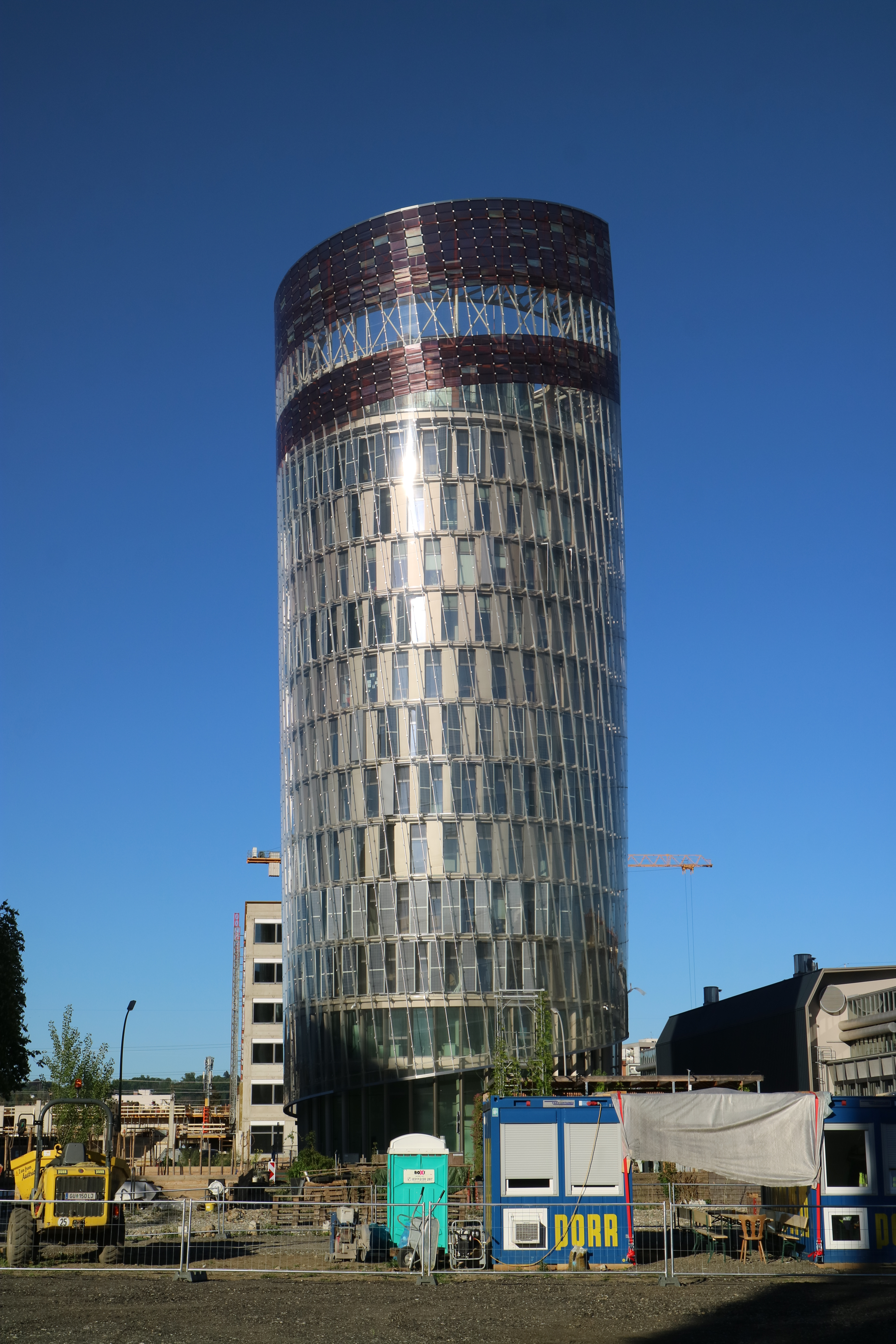
Science Tower
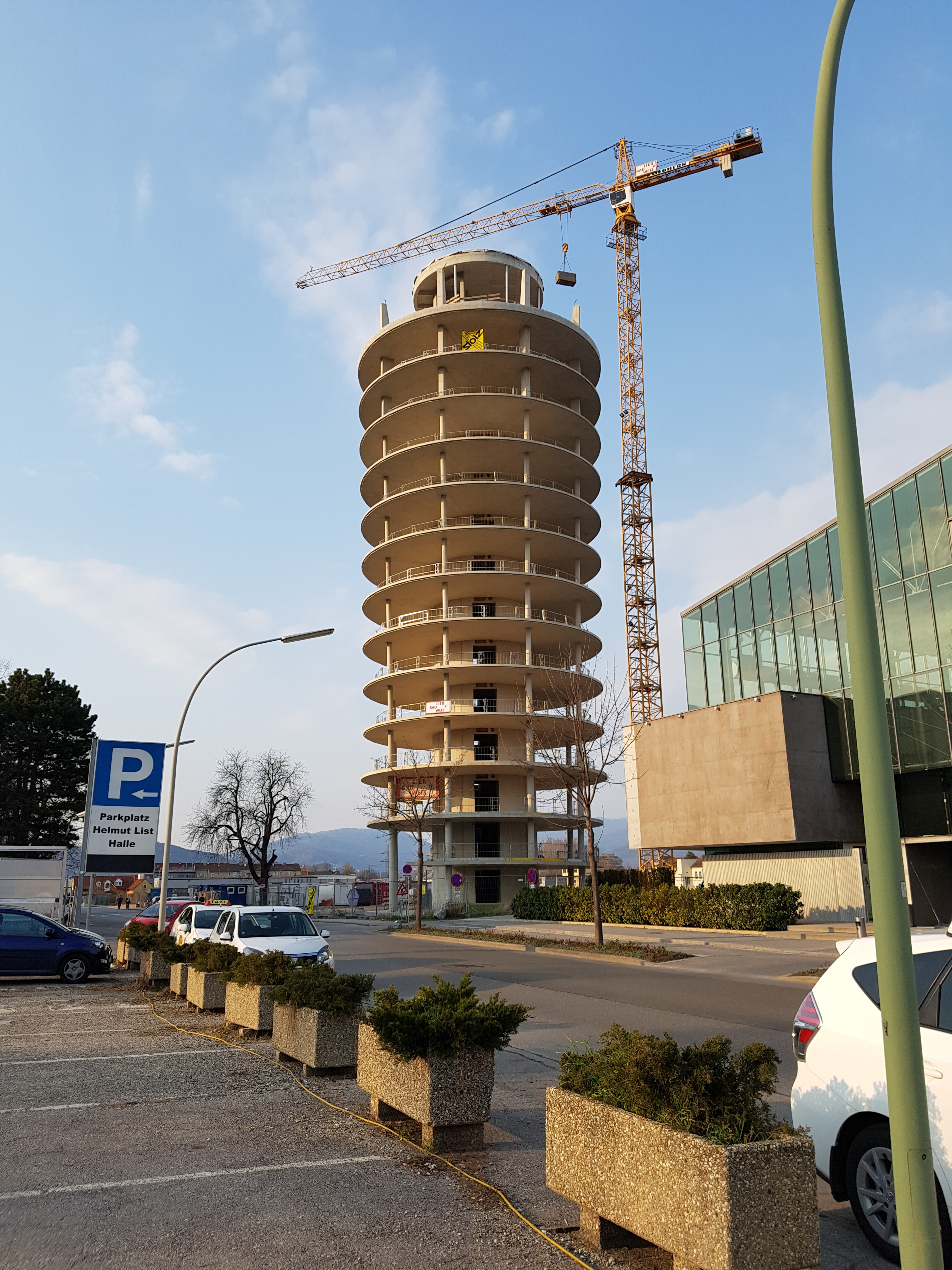
Grundgerüst des Gebäudes in Bau

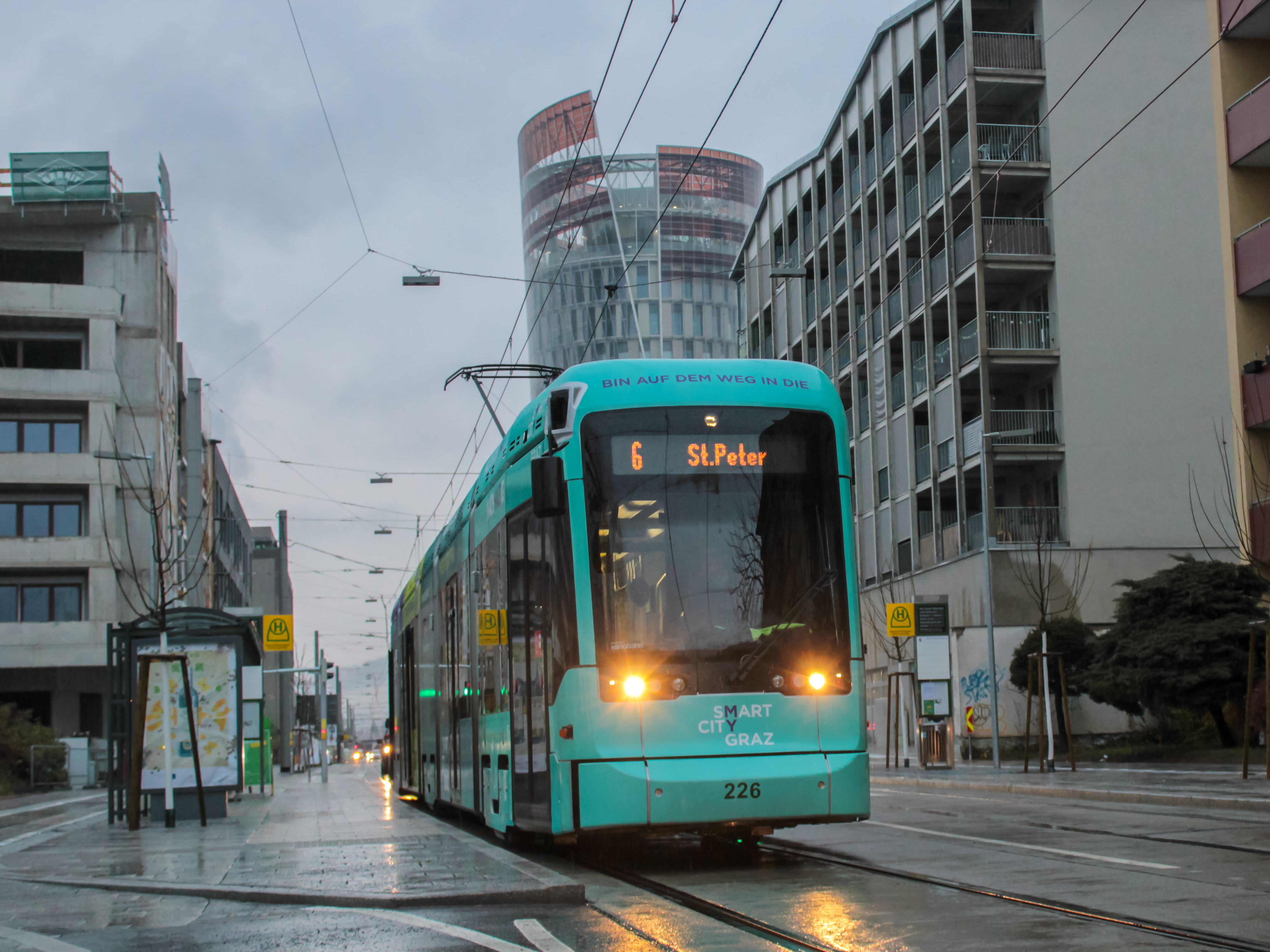
Straßenbahn in der Smart City

## Straßenbahn
Am 26. November 2021 wurde die Linie 6 in die Smart City verlängert. Ab der Haltestelle Köflacher Gasse/PVA soll die Linie 6 in die Asperngasse biegen, dann in die Daungasse und Waagner-Biro-Straße bis zur Endstation „Smart City/Peter-Tunner-Gasse/tim“. Die Haltestellen Daungasse/Hauptbahnhof, Starhemberggasse, Dreierschützengasse/Helmut-List-Halle und Nikolaus-Harnoncourt-Park kommen zusätzlich dazu.